# Лоренца Гуеррьєрі
Лоренца Гуеррьєрі (італ. Lorenza Guerrieri; *18 квітня 1944, Рим, Італія) — італійська акторка, телеведуча.

## Біографія
Народилася в Римі, Лоренца Гуеррьєрі дебютувала в кіно в середині 60-х у фільмі «Le sedicenni», а пізніше знімалася в кіно будь-якого жанру, в основному в другорядних ролях. Вона стала популярною починаючи з телесеріалу «Michele Strogoff» (1975), у якому вона зіграла роль Наді Федорової; з тих пір вона зосередила свою кар'єру на телебаченні.

## Фільмографія
- Le sedicenni (1965)
- Requiescant (1967)
- Nude... si muore (1968)
- O tutto o niente (1968)
- La rivoluzione sessuale (1968)
- Femina ridens (1969)
- Rosolino Paternò, soldato... (1970)
- Lettera aperta a un giornale della sera (1970)
- Il sapore della vendetta (1970)
- Policeman (1971)
- La tardona (1972)
- Il sesso della strega (1973)
- Istantanea per un delitto (1975)
- Frankenstein all'italiana (1975)
- Una vita scellerata (1990)
- Una milanese a Roma (2001)
- Per giusto omicidio (2004)
- Il sottile fascino del peccato (2010)

## Джерело
- Лоренца Гуеррьєрі на сайті IMDb (англ.)